# Heldbockeichen
Heldbockeichen este o arie protejată (arie specială de conservare — SAC, sit de importanță comunitară — SCI) din Germania întinsă pe o suprafață de 33,16 ha, integral pe uscat.

## Localizare
Centrul sitului Heldbockeichen este situat la coordonatele 52°25′45″N 13°03′20″E / 52.4292°N 13.0556°E.

## Înființare
Situl Heldbockeichen a fost declarat sit de importanță comunitară în martie 2004.

## Biodiversitate
Situată în ecoregiunea continentală, aria protejată conține 2 habitate naturale: Păduri de fag Asperulo-Fagetum, Păduri acidofile de stejar bătrân cu Quercus robur pe câmpii nisipoase.
La baza desemnării sitului se află o specie protejată de  nevertebrate: croitorul mare al stejarului (Cerambyx cerdo).
Pe lângă speciile protejate, pe teritoriul sitului au mai fost identificate 1 specie de plante.